# UDFy-38135539
UDFy-38135539 (també coneguda com a HUDF.YD3) és la galàxia més antiga i llunyana coneguda fins avui, i s'hi troba a 13,1 mil milions d'anys llum de la Terra.
Aquesta galàxia se situa en la constel·lació del Forn, i s'estima que té mil milions d'estels.